# Conflito Moro
Conflito Moro ou ainda chamado de Insurreição Islâmica nas Filipinas é uma revolta em curso na ilha de Mindanao, nas Filipinas.
Em 1969, tensões políticas e hostilidades abertas se desenvolveram entre o governo das Filipinas e os grupos rebeldes muçulmanos moro. A insurgência dos moros foi desencadeada pelo massacre de Jabidah, no qual morreram 60 comandos dos filipinos muçulmanos em uma operação planejada para recuperar a parte oriental do estado malaio de Sabah. Em resposta, o professor da Universidade das Filipinas Nur Misuari criou a Frente Moro de Libertação Nacional (FMLN), um grupo armado rebelde  empenhado em estabelecer um Mindanao independente. Ao longo dos anos, a FMLN se dividiria em vários grupos diferentes, incluindo a Frente Moro de Libertação Islâmica (FMLI), que pretende estabelecer um Estado islâmico dentro das Filipinas. A insurgência dos moros está enraizada em uma longa história de resistência do povo Bangsamoro contra o domínio estrangeiro, que remonta à anexação estadunidense das Filipinas em 1899. Desde então, a resistência moro tem persistido contra o governo filipino.
As estatísticas de vítimas do conflito variam; no entanto, as estimativas conservadoras do Uppsala Conflict Data Program indicam que pelo menos 6.015 pessoas foram mortas no conflito armado entre o governo das Filipinas e as facções Abu Sayyaf, Combatentes da Liberdade Islâmica Bangsamoro, FMLI e  FMLN entre 1989 e 2012. 

## Antecedentes

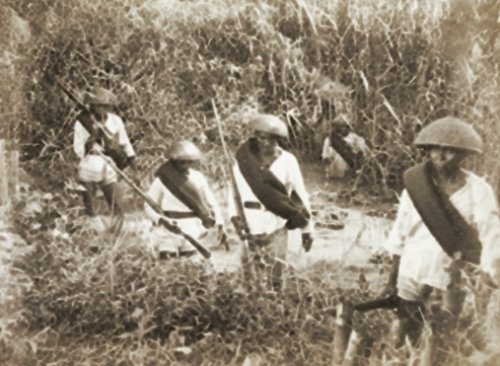
Filipinos cristãos, que serviram sob o exército espanhol, em busca de rebeldes moros em sua batalha contra os filipinos muçulmanos em 1887. O problema da insurgência em Mindanao está enraizado nos anos 1500, quando os espanhóis chegaram na região moro.

Os moros tem uma história de resistência contra o domínio espanhol, estadunidense e japonês por 400 anos.   Durante o conflito espanhol-moro, a Espanha repetidamente tentou conquistar o Sultanato de Sulu, o Sultanato de Maguindanao e a Confederação dos Sultanatos em Lanao dos moros. A violenta luta armada contra os japoneses, os filipinos, os espanhóis e os estadunidenses é considerada pelos atuais líderes moro muçulmanos como sendo parte de um longo período de quatro séculos do "movimento de libertação nacional" dos Bangsamoro (Nação Moro). 
A longa resistência pelos muçulmanos moro persistiu e se transformou em sua atual guerra pela independência contra o Estado filipino. 
A raiz do conflito se origina nas guerras espanholas e estadunidenses  contra os moros. 
Após a Guerra Hispano-Americana em 1898, um outro conflito desencadeou no sul das Filipinas entre os revolucionários muçulmanos das Filipinas e as forças armadas dos Estados Unidos que ocorreu entre 1899 e 1913. Os filipinos se opuseram ao domínio estrangeiro dos Estados Unidos, o qual revindicava as Filipinas como seu território. Em 14 de agosto de 1898, após derrotar as forças espanholas, os Estados Unidos estabeleceram um governo militar nas Filipinas sob o general Wesley Merritt como Governador Militar.  As forças estadunidenses assumiram o controle em Jolo em 18 de maio de 1899 e em Zamboanga em dezembro de 1899.  O brigadeiro-general John C. Bates foi enviado para negociar um tratado com o sultão de Sulu, Jamalul Kiram II. Kiram estava frustrado com a tomada de poder estadunidense, haja vista esperava recuperar a soberania após a derrota das forças espanholas no arquipélago. O objetivo principal de Bates era garantir a neutralidade dos moros na Guerra Filipino-Americana e estabelecer a ordem no sul das Filipinas. Depois de alguma negociação o Tratado Bates seria assinado, o qual foi baseado em um tratado espanhol anterior.  O Tratado Bates fez assegurar a neutralidade dos muçulmanos no sul, porém na verdade foi criado para ganhar tempo para os estadunidenses até a guerra no norte terminar.  Depois da guerra, em 1915, os estadunidenses impuseram o Tratado Carpenter em Sulu. 
Em 20 de março de 1900, o general Bates foi substituído pelo brigadeiro-general William August Kobbé  e o Distrito de Mindanao-Jolo foi elevado a um departamento abrangente. As estadunidenses  em Mindanao foram reforçadas e as hostilidades com o povo moro diminuíram, embora haja relatos de estadunidenses e outros civis sendo atacados e mortos pelos moros.
A invasão estadunidense começou em 1904 e terminou no período do major-general John J. Pershing, o terceiro e último governador militar da província moro, ainda que uma importante resistência continuasse em Bud Dajo e Monte Bagsak em Jolo. Os estadunidenses massacraram centenas de mulheres e crianças moro no massacre de Bud Dajo. 
As repetidas rebeliões pelos moros contra o governo estadunidense continuou a irromper, mesmo depois da principal Rebelião Moro encerrar, até a ocupação japonesa das Filipinas durante a Segunda Guerra Mundial. Durante a invasão japonesa das Filipinas, o moros travariam uma insurgência contra os japoneses em Mindanao e Sulu até o Japão se render em 1945.

## Histórico

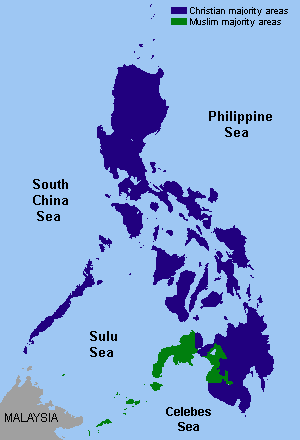
Mapa das Filipinas mostrando as áreas de maioria moro muçulmanas em Mindanao.

Os moros se organizaram politicamente em meados da década de 1960 com a Organização Moro de Libertação Nacional, fundada em 1966. De um movimento de oposição mais regionalista do que religioso, rapidamente passou a exigir a independência de todas as ilhas do sul das Filipinas de maioria muçulmana, com o surgimento do movimento de independência de Mindanao. O massacre de Jabidah em março de 1968, o massacre de Manili em junho de 1971 e a instauração da lei marcial em 21 de setembro de 1972 iriam concluir a radicalização da oposição moro.
A Frente Moro de Libertação Nacional (FMLN), fundada em 1969, decide tomar uma ação militar. As primeiras conversações entre o governo e a FMLN ocorreram em Jeddah em 1975, mas não tiveram êxito. Ao mesmo tempo que os separatistas se aliaram com os guerrilheiros comunistas, o exército filipino tenta derrubar a insurgência militarmente.
Os Acordos de Trípoli em dezembro de 1976, projeta a autonomia das 13 províncias das Filipinas visando acabar com o conflito, porém o referendo de abril de 1977, realizado em todo o país, é boicotado pelos separatistas, causando um retorno da violência.
A revolta perde intensidade no final da década. Após as conversações iniciadas pela presidente Corazon Aquino, em 1986, foi assinado um acordo em janeiro de 1987 em Jeddah, consolidando a autonomia. A oposição da Frente Moro de Libertação Islâmica (FMLI) bloqueia o processo de paz, porém a Região Autónoma do Mindanau Muçulmano é criada em 1990 e um "Programa de Reconciliação Nacional e de Desenvolvimento" implementado.
Um cessar-fogo da FMLN é estabelecido bilateralmente com o governo em novembro de 1993, um prelúdio para a assinatura de um tratado de paz em setembro de 1996. Este processo de paz leva ao surgimento de grupos islamitas opositores, a Frente Moro de Libertação Islâmica (principal rival do FMLN) e a Abu Sayyaf, fundada em 1992.
Um cessar-fogo foi assinado em 1997 entre o governo central em Manila e a Frente Moro de Libertação Islâmica, mas foi abolido em 2000 sob a presidência de Joseph Estrada. Entretanto as negociações ainda estão em curso para tentar acabar com o conflito.